# Stadium (Genova)
Lo Stadium, noto anche come Stadium di Piazza Verdi o Stadium Brignole, è stato uno stadio di Genova, presso la stazione di Genova Brignole.

## Storia
Edificato nel 1913 per l'Esposizione Internazionale dell'Igiene, della Marina e delle Colonie dell'anno successivo. La struttura era in stile liberty e fu utilizzata per incontri ufficiali di calcio nella stagione 1914-15 dal Genoa a causa della squalifica per un mese dello Stadio comunale di Via del Piano, l'attuale Luigi Ferraris. Prima vi furono disputati solo incontri amichevoli, tra cui uno tra gli studenti del liceo Andrea D'Oria e del liceo Cristoforo Colombo
Il primo incontro disputatovisi fu Genoa-Alessandria del 29 novembre 1914, terminato per 2-1 a favore dei liguri. All'incontro assistettero circa 5.000 persone, per un incasso totale di oltre 5.000 lire. Lo stadio fu utilizzato anche per il successivo incontro che vide i rossoblu contrapporsi al Liguria.